# Parafia Podwyższenia Krzyża Świętego w Opolu

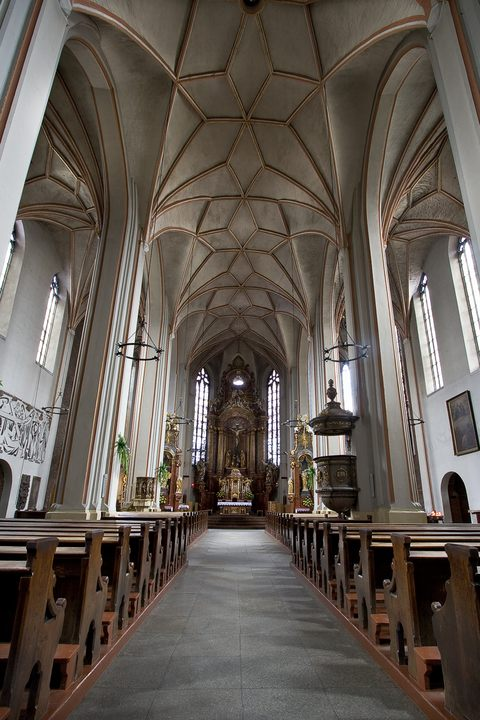
Nawa główna katedry – w głębi prezbiterium

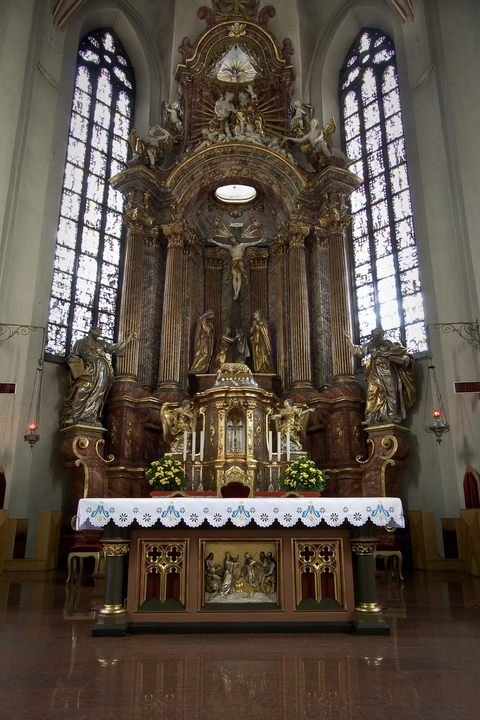
Ołtarz główny

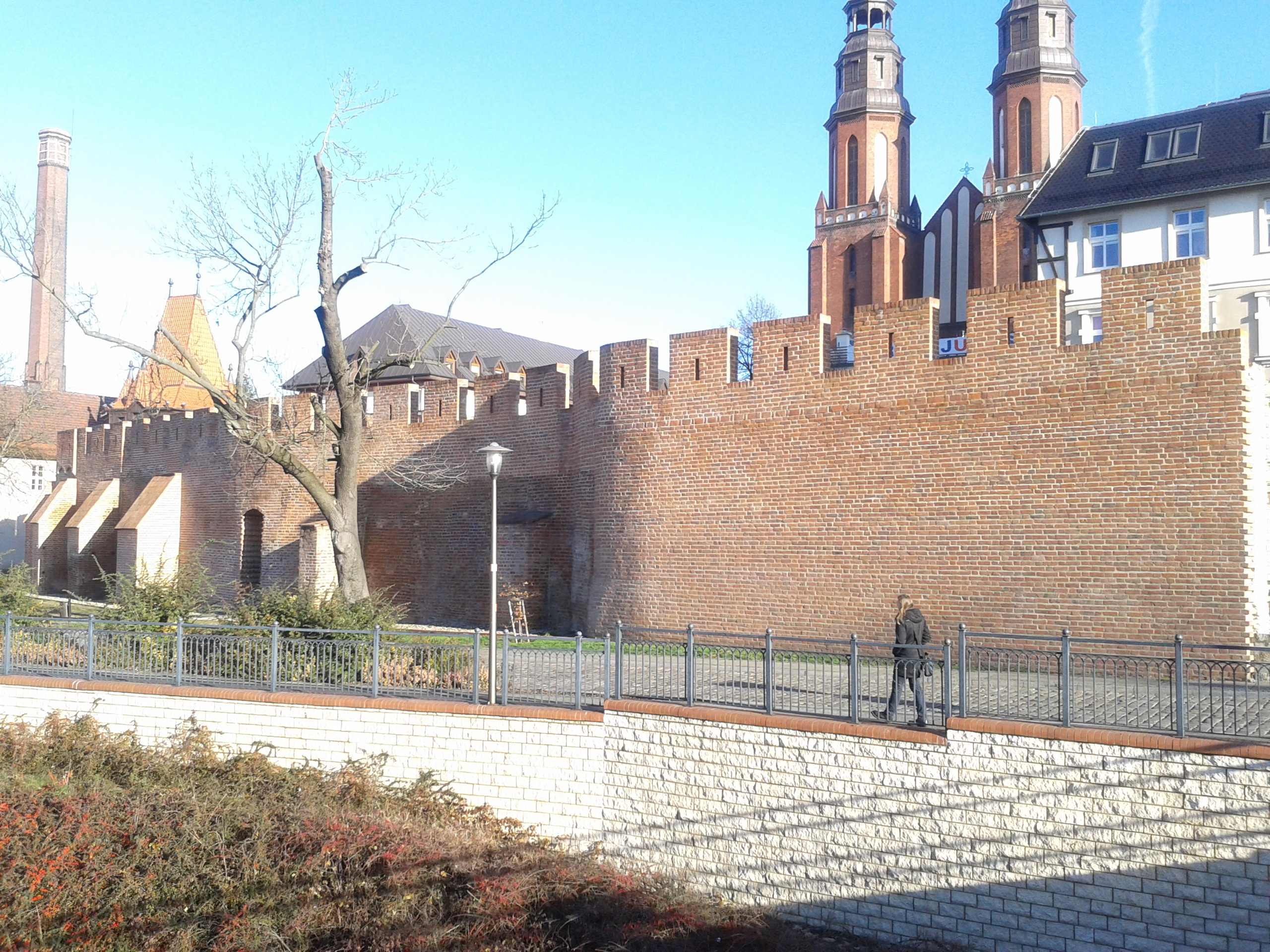
Mury obronne koło katedry

Parafia Podwyższenia Krzyża Świętego – rzymskokatolicka parafia znajdująca się przy ulicy Katedralnej 2 w Opolu. Parafia należy do dekanatu Opole w diecezji opolskiej.

## Historia parafii
Parafia erygowana została w 1295 roku, po przeniesieniu jej z parafii św. Wojciecha i obejmowała aż do końca XIX wieku miasto Opole i okoliczne wioski. Kościołem parafialnym jest gotycka świątynia, pochodząca z XIII wieku, która ulegała wielokrotnie pożarom i za każdym razem była odbudowywana, z zachowaniem cech gotyckich. W 1972 roku papież Paweł VI ustanowił kościół katedrą Diecezji Opolskiej. W XX wieku z parafii wyodrębniły się parafie:
- św. Antoniego w Luboszycach,
- św. Piotra i Pawła w Opolu,
- św. Jana Nepomucena w Opolu-Sławicach,
- św. Józefa w Opolu-Szczepanowicach,
- św. Michała Archanioła w Opolu-Półwsi,
- Wniebowzięcia NMP w Opolu-Gosławicach,
- Najświętszego Serca Pana Jezusa w Opolu,
- MB Bolesnej i św. Wojciecha w Opolu,
- bł. Czesława Odrowąża w Opolu.

W 1995 roku parafia obchodziła 700-lecie swego istnienia.
Obecnie proboszczem parafii jest ksiądz Waldemar Klinger.

## Liczebność i obszar parafii
Parafię zamieszkuje 14688 mieszkańców, zasięgiem duszpasterskim obejmuje ona ulice:

- ks. Baldego,
- Bałtycką,
- Barlickiego,
- Bończyka,
- Browarną,
- Budowlanych,
- Bytomską,
- Cygana,
- Franciszkańską,
- Gleńską,
- Gliwicką,
- Głowackiego,
- Harcerską,
- księcia Jana Dobrego,
- Katedralną,
- pl. Katedralny,
- pl. Kazimierza,
- Kępską,
- Klimasa,
- Kluczborską,
- Kochanowskiego,
- Kolegiacką,
- kardynała B. Kominka,
- Konopnickiej,
- pl. Konstytucji 3 Maja (Rondo),
- Konsularną,
- Koraszewskiego,
- Korfantego,
- Kozielską,
- Koziołka,
- Krakowską,
- Kropidły,
- Krupniczą (tylko numer 15),
- Książąt Opolskich,
- Leśnicką,
- Licealną,
- Ligudy,
- 11 Listopada,
- Lompy,
- Lubliniecką,
- Łangowskiego,
- Łąkową,
- Magazynową ,
- Mielęckiego,
- Minorytów,
- Młyńską,
- Mozarta,
- Napieralskiego,
- Niedurnego,
- Niedziałkowskiego,
- Niemodlińską (numery nieparzyste od 1 do 7 oraz numery parzyste od 2 do 6),
- Nysy Łużyckiej (numery nieparzyste od 1 do 25 oraz numery parzyste od 8 do 10),
- Odrowążów,
- Ostrówek,
- Pasieczną,
- Piastowską,
- pl. J. Piłsudskiego,
- Portową,
- H. Poświatowskiej,
- Powolnego,
- Powstańców Śląskich,
- Prudnicką,
- Ptasią,
- Raciborską,
- Rodła,
- Rolną,
- Rybacką,
- Rynek,
- Sądową,
- św. Anny,
- pl. św. Sebastiana,
- Sienkiewicza,
- Składową,
- Spychalskiego,
- Strzelców Bytomskich,
- pl. Szafranka,
- Szpitalną,
- Ściegiennego,
- Tarnogórską,
- Wandy,
- Wąską,
- Wiśniową,
- Wodną,
- pl. Wolności,
- Wrocławską (numery parzyste do 62),
- Zabrzańską,
- Zakładową,
- Zamkową,
- Żwirki i Wigury.

### Inne kościoły i kaplice
- kościół pw. Świętej Trójcy (oo. franciszkanie)[2],
- kościół św. Sebastiana w Opolu – kościół rektorski,
- kościół św. Aleksego w Opolu – kościół rektorski,
- kaplica w Kurii Biskupiej,
- kaplica w Domu Diecezjalnym przy ul. Katedralnej 1,
- kaplica w Domu Księży Emerytów,
- kaplica w Diecezjalnym Ośrodku Formacyjnym
- kaplica w klasztorze Sióstr Służebniczek NMP Niepokalanie Poczętej.

### Domy zakonne
- OO. Franciszkanów (pl. Wolności 2),
- Zgromadzenie Sióstr Franciszkanek Szpitalnych (ul. Szpitalna 17, ul. Książąt Opolskich 19, ul. kard. B. Kominka 1a w Opolu),
- Zgromadzenie Sióstr Służebniczek NMP Niepokalanie Poczętej (ul. Katedralna 4),
- Zgromadzenie Sióstr Werbistek (ul. Katedralna 1).

### Szkoły i przedszkola
Opieką duszpasterską parafia obejmuje również poniższe placówki szkolne i przedszkolne:
- Liceum Ogólnokształcące nr 1 w Opolu,
- Państwową Szkołę Muzyczną I i II stopnia w Opolu,
- Zespół Państwowych Placówek Kształcenia Plastycznego (liceum i gimnazjum) w Opolu,
- Towarzystwo Alternatywnego Kształcenia (liceum, gimnazjum, szkoła podstawowa) w Opolu,
- Publiczne Szkoły Podstawowe nr 6, 7, 8 i 21 w Opolu,
- Publiczną Szkołę Podstawową nr 13 (szkoła specjalna) w Opolu,
- Publiczne Przedszkola nr 3, 5, 8 i 19 w Opolu[3].

## Duszpasterze

### Proboszczowie Dziekani (D) i Archidiakoni (A)
- Thomas 1307 D
- Cristianus 1307 D
- Andreas 1325 A
- Simon 1340 D
- Hemisko de Massow 1346 D
- Pakoslaus 1365 A
- Petrus 1365 D
- Matthias Strobitz 1400
- Johann Schotze 1410 D
- Nikolaus Falkenberg 1415 A
- Nikolaus 1421 D
- Petrus de Heltpurga 1428 A
- Marten Lindener 1480 A
- Clemens Carl 1555
- Martinus 1562 D
- Jakob Jurecki 1579 D
- Georg Sculteti 1579/1588 A
- Johann Stephetius 1595 D
- Johann Kuna 1590 A
- Cristoph Lachnitt 1612 A
- Georg Walther 1620 A
- Johann Stephetius 1622 D
- Bartholomeus Reinholt 1622 A
- Andreas Horziczki 1624 D
- Bartholomeus Reinholt 1651 A
- Franz Weselek 1666 A
- Constantin Franz Iwanicki 1678 D
- Mathias Aloys Scharkow 1682 D
- Georg Wilhelm Stablowski 1700 D
- Martin Theophil Stephetius 1700 A
- Gottfried Ferdinand Zimmermann1724 A
- Carl Paw von Stingelheim 1728 A
- Jeremias Ignatz Zange 1740 D
- Friedrich Heisig 1745 D
- Johann Riecchiol 1757 D
- De Prades 1757 A
- Ludwig Paczenski von Tenczin 1773 D
- David Krumphorn 1776/1782 D
- Heinrich Neumann 1789 D

### Proboszczowie Miejscy
- ks. Johannes von Larisch 1810-1812
- ks. Franz Paul 1812-1818
- ks. Anton Seidel 1818-1822
- ks. Anastasius Sedlag 1823-1834
- ks. Karl Alois Gaerth 1835-1844
- ks. Johannes Gnosdek 1845-1851
- ks. Hermann Gleich 1851-1862
- ks. Wilhelm Porsch 1862-1875
- ks. Caspar Wrzodek 1895-1900
- ks. Theodor Mysliwiec 1900-1902
- ks. Karl Abramski 1903-1917
- ks. Joseph Kubis 1917-1945

### Proboszczowie po 1945 roku
- ks. Karol Knosała 1946-1962
- ks. Antoni Jokiel 1962-1977
- ks. Stefan Baldy 1977-2003
- ks. Edmund Podzielny 2003-2015
- ks. Waldemar Klinger 2015

## Wspólnoty parafialne
- Ministranci,
- Marianki,
- Młodzież
- Parafialny Zespół Muzyczny,
- Róże Różańcowe,
- Wieczernik miłosierdzia,
- Neokatechumenat,
- Wspólnota Krwi Chrystusa,
- Caritas,
- Dzieci specjalnej troski,
- Chór parafialny,
- Schola parafialna,
- Szkoła Nowej Ewangelizacji,
- Legion Maryi,
- Arcybractwo,
- Koło Misyjne,
- Nadzwyczajni Szafarze Komunii Św.[4].